# Olympische Winterspiele 2018/Teilnehmer (Kolumbien)
| Gelbes Symbol für Goldmedaillen mit stilisierten Olympischen Ringen | Graues Symbol für Silbermedaillen mit stilisierten Olympischen Ringen | Braundes Symbol für Bronzemedaillen mit stilisierten Olympischen Ringen |
| ------------------------------------------------------------------- | --------------------------------------------------------------------- | ----------------------------------------------------------------------- |
| —                                                                   | —                                                                     | —                                                                       |

Kolumbien nahm an den Olympischen Winterspielen 2018 in Pyeongchang mit vier Athleten in drei Disziplinen teil, davon drei Männer und eine Frau. Fahnenträger bei der Eröffnungsfeier war Pedro Causil.

## Teilnehmer nach Sportarten

### Eisschnelllauf
| Athleten     | Wettbewerbe | Zeit        | Rang |
| ------------ | ----------- | ----------- | ---- |
| Männer       |             |             |      |
| Pedro Causil | 500 m       | 35,196 s    | 20   |
| Pedro Causil | 1000 m      | 1:10,71 min | 34   |

| Athleten                    | Wettbewerbe | Halbfinale | Halbfinale | Finale        | Finale        | Rang |
| Athleten                    | Wettbewerbe | Punkte     | Rang       | Punkte        | Rang          | Rang |
| --------------------------- | ----------- | ---------- | ---------- | ------------- | ------------- | ---- |
| Frauen                      |             |            |            |               |               |      |
| Laura Isabel Gomez Quintero | Massenstart | 0          | 10         | ausgeschieden | ausgeschieden | 21   |

### Ski Alpin
| Athleten        | Wettbewerbe  | 1. Lauf     | 2. Lauf     | Gesamt        | Gesamt        |               |
| Athleten        | Wettbewerbe  | Zeit        | Zeit        | Zeit          | Rang          |               |
| --------------- | ------------ | ----------- | ----------- | ------------- | ------------- | ------------- |
| Männer          |              |             |             |               |               |               |
| Michael Poettoz | Riesenslalom | 1:21,41 min | DNF         | ausgeschieden | ausgeschieden | ausgeschieden |
| Michael Poettoz | Slalom       | 57,46 s     | 1:00,00 min | 1:57,46 min   | 37            |               |

### Skilanglauf
| Athleten          | Wettbewerbe    | Zeit        | Rang |
| ----------------- | -------------- | ----------- | ---- |
| Männer            |                |             |      |
| Sebastian Uprimny | 15 km Freistil | 58:08,1 min | 115  |